# Robert Gregg Bury
Robert Gregg Bury (* 22. März 1869 in Clontibret, County Monaghan, Irland; † 11. Februar 1951 in Cambridge, England) war ein britischer Geistlicher, Altphilologe und Forscher auf dem Gebiet der antiken Philosophie und Übersetzer von Werken Platons ins Englische.
Bury, Sohn eines anglikanischen Geistlichen und Bruder des Historikers John Bagnell Bury, studierte Classics am Trinity College in Cambridge und erwarb dort 1890 den M. A., 1910 wurde ihm der Litt. D. verliehen. Er war 1893 bis 1894 Bishop Berkeley Fellow am Owens College in Manchester und 1894 bis 1895 lecturer in Classics am Bryn Mawr College in Pennsylvania, USA. Danach wandte er sich ganz der Laufbahn als anglikanischer Geistlicher zu, wurde 1897 zum Priester ordiniert und war bis 1928 in verschiedenen Pfarreien der Church of England  tätig, darunter 1903 bis 1918 als Vikar in Trumpington bei Cambridge. 1922 bewarb er sich vergeblich als Regius Professor of Greek in Cambridge.
Nachdem Bury sich mit Kommentaren zum Philebos und zum Symposion Platons einen Namen gemacht hatte, verfasste er Übersetzungen von Werken Platons (Kritias, Kleitophon, Menexenos, Briefe, Timaios, Nomoi) und der Schriften des kaiserzeitlichen Philosophen Sextus Empiricus für die Loeb Classical Library. Eine späte Arbeit widmete er dem Logosbegriff des Johannes-Evangeliums.
Auf ihn geht der Gregg Bury Prize für Essays in Religionsphilosophie an der Universität Cambridge zurück.

## Schriften (Auswahl)
- The Philebus of Plato. Edited with Introduction, Notes and Appendices. University Press, Cambridge 1897, online.
- The Symposium of Plato. Edited with Introduction, Critical Notes and Commentary. W. Heffer and Sons, Cambridge 1909, online.
- Plato, with an English translation. Volume IX: Timaeus. Critias. Cleitophon. Menexenus. Epistles. Harvard University Press, 1929 (Loeb Classical Library, 234)
- Plato, with an English translation. Volume X-XI: Laws. In two volumes. 
  - Part I: Harvard University Press, Cambridge, Mass., William Heinemann, London 1926 (Loeb Classical Library, 187), online.
  - Part II: William Heinemann, London, G. P. Putnam’s, New York 1926 (Loeb Classical Library, 192), online.
- Sextus Empiricus. In four volumes. With an English translation 
  - Vol. 1: Outlines of pyrrhonism. Harvard University Press, 1933 (Loeb Classical Library, 273)
  - Vol. 2: Against the logicians. Harvard University Press, 1935 (Loeb Classical Library, 291)
  - Vol. 3: Against the physicists. Against the ethicists. Harvard University Press, 1936 (Loeb Classical Library, 311)
  - Vol. 4: Against the professors. Harvard University Press, 1949 (Loeb Classical Library, 382)
- The Fourth gospel and the logos-doctrine. W. Heffer & Sons, Cambridge 1940.